# Zabid
Zabid, även uttalat Zebid, är en stad i västra Jemen. Staden fick sitt namn efter dess första guvernör och är en av landets äldsta städer. 
Staden, som har omkring 23 000 invånare, var Jemens huvudstad från 1200-talet till 1400-talet och ett centrum för den arabisk-muslimska världen mestadels för sitt berömda universitet och dess centrum för islamisk utbildning. Zabid var också huvudstad under Ziyadiddynastin era från 819 till år 1018 samt under Najahiddynastin från 1022 till 1158. Idag är dock staden av mindre betydelse vad gäller utbildning och ekonomi.
1982 blev Zabid uppsatt på Unescos världsarvslista. Den stora moskén har en framskjuten plats i staden. Spåren efter dess universitet går även att besöka.

## Hot mot Zabid
År 2000 blev Zabid uppsatt på listan över hotade världsarv; listandet gjordes efter begäran av Jemens regering på grund av dåliga skötsel och tillstånd. Enligt en Unesco-rapport har "40 % av stadens hus ersatts med betongbyggnader, andra hus samt den forntida souken har ett allt sämre tillstånd.